# Bokîiivka, Volociîsk
Bokîiivka (în ucraineană Бокиївка) este localitatea de reședință a comunei Bokîiivka din raionul Volociîsk, regiunea Hmelnîțkîi, Ucraina.

## Demografie
Componența lingvistică a localității Bokîiivka
     Ucraineană (98,78%)
     Rusă (1,22%)
Conform recensământului din 2001, majoritatea populației localității Bokîiivka era vorbitoare de ucraineană (98,78%), existând în minoritate și vorbitori de rusă (1,22%).